# GP Industria & Artigianato-Larciano 2023
De 54e editie van de GP Industria & Artigianato-Larciano werd verreden op 26 maart 2023. De start en finish waren in Larciano. De Ier Ben Healy won deze Italiaanse eendagskoers.
De renners hebben 4 keer de Fornello moeten beklimmen. Tijdens de laatste keer dat deze berg werd beklommen reed Healy als tegenaanval op Diego Ulissi weg uit de kopgroep. Hij bleef aan de leiding en kwam solo over de finish. Amanuel Ghebreigzabhier plaatste enkele kilometers voor de finish een laatste aanval, die was tevergeefs. Hij eindigde als tweede. Als derde eindigde de Brit Mark Stewart.
De wedstrijd was onderdeel van de UCI ProSeries.

## Uitslag
| Plaats  | Naam                    | Ploeg                       | tijd     |
| ------- | ----------------------- | --------------------------- | -------- |
| Winnaar | Ben Healy               | EF Education-EasyPost       | 4u33'09" |
| 2       | Amanuel Ghebreigzabhier | Trek-Segafredo              | +27"     |
| 3       | Mark Stewart            | Bolton Equities Black Spoke | +47"     |
| 4       | Natnael Tesfatsion      | Trek-Segafredo              | z.t.     |
| 5       | Diego Ulissi            | UAE Team Emirates           | z.t.     |
| 6       | Felix Großschartner     | UAE Team Emirates           | z.t.     |
| 7       | Marco Tizza             | Bingoal WB                  | z.t.     |
| 8       | Tony Gallopin           | Trek-Segafredo              | z.t.     |
| 9       | Christian Scaroni       | Astana Qazaqstan Team       | z.t.     |
| 10      | Georg Steinhauser       | EF Education-EasyPost       | z.t.     |

2012 · 2013 · 2014 · 2015 · 2016 · 2017 · 2018 · 2019 . 2020 · 2021 · 2022 · 2023 · 2024
Ronde van San Juan ·
Ronde van Valencia ·
Clásica de Almería ·
Ronde van Oman ·
Ronde van de Algarve ·
Ruta del Sol ·
Faun Ardèche Classic ·
La Drôme Classic ·
Kuurne-Brussel-Kuurne ·
Trofeo Laigueglia ·
Milaan-Turijn ·
Nokere Koerse ·
GP Denain ·
Bredene Koksijde Classic ·
GP Industria & Artigianato-Larciano ·
Grote Prijs Miguel Indurain ·
Scheldeprijs ·
Brabantse Pijl ·
Ronde van de Alpen ·
Grote Prijs van Plumelec ·
Tro Bro Léon ·
Ronde van Hongarije ·
Vierdaagse van Duinkerke ·
Boucles de la Mayenne ·
Ronde van Noorwegen ·
Brussels Cycling Classic ·
Dwars door het Hageland ·
Ster ZLM Tour ·
Ronde van België ·
Ronde van Slovenië ·
Ronde van het Qinghaimeer ·
Ronde van Wallonië ·
Ronde van Burgos ·
Ronde van Denemarken ·
Arctic Race of Norway ·
Ronde van Duitsland ·
Maryland Cycling Classic ·
Ronde van Groot-Brittannië ·
Grote Prijs van Fourmies ·
Grote Prijs van Wallonië ·
Coppa Sabatini ·
Super 8 Classic ·
Ronde van het Taihu-meer ·
Ronde van Luxemburg ·
Circuit Franco-Belge ·
Ronde van Langkawi ·
Ronde van Emilia ·
Coppa Bernocchi ·
Ronde van de Drie Valleien ·
Ronde van het Münsterland ·
Ronde van Piemonte ·
Ronde van Hainan ·
Parijs-Tours ·
Ronde van Veneto ·
Japan Cup ·
Veneto Classic